# Escorteur
Il termine francese escorteur è apparso durante la seconda guerra mondiale per indicare una tipologia di navi da guerra di dislocamento medio o leggero che avevano il compito di proteggere i convogli oceanici e formazioni navali da attacchi dei sommergibili. Nella US Navy tale compito è stato svolto dai destroyers escort della classe Cannon e nella Royal Navy e nelle marine dei paesi del Commonwealth dalle navi della classe Hunt o dalle fregate della classe River. La Marina imperiale giapponese per questo tipo di nave usava il termine Kaibokan.

## Escorteurs della Marine nationale
Nell'immediato dopoguerra la Francia ha rimediato alla mancanza di unità di scorta quali torpediniere e cacciatorpediniere con unità navali ricevute da Italia e Germania quale risarcimento dei danni di guerra con unità quali i cacciatorpediniere della classe Soldati e due incrociatori leggeri classe Capitani Romani, riconvertiti in conduttori di flottiglia, e altre unità ricevute da Stati Uniti e Regno Unito.
Nel corso degli anni cinquanta la Francia ha avviato la ricostituzione della sua Marina con l'aiuto degli Stati Uniti che finanziarono gran parte del programma di ricostruzione. Nella Marine nationale francese il termine Escorteur indicava una tipologia di navi incaricate della protezione delle altre navi, dei convogli e delle comunicazioni marittime. Il termine escorteur ha sostituito nella terminologia navale francese, a partire dagli anni cinquanta, i precedenti termini di destroyer, contre-torpilleur e torpilleur, che vennero definitivamente abbandonati.
La Francia ha prodotto quattro tipi di escorteurs con tre pennant number differenti: 
- escorteurs d'escadre - 12 unità Classe T 47, 5 unità Classe T 53, 1 unità Classe T 56: unità navali di 3000 tonnellate, con una lunghezza da 128 a 132 metri, con compiti antinave, antisommergibili, antiaerei, di allerta radar o conduttori di flottiglia, che fino agli anni ottanta hanno costituito la spina dorsale delle forze d'altura della Marine nationale francese. Secondo la classificazione NATO queste unità erano considerate cacciatorpediniere e il loro pennant number preceduto dalla lettera D. le unità di questa tipologia, dotate di armamento polivalente, antinave, antiaereo e antisottomarino, erano concepite per servire essenzialmente da scorta a una forza navale comprendente una portaerei.
- escorteurs rapides - 4 unità Type E50 e 14 unità Type E52: unità navali più leggere di 1500 tonnellate, lunghe 99 metri, con compiti antisommergibili. Secondo la classificazione NATO queste unità erano considerate fregate e il loro pennant number preceduto dalla lettera F.
- avisos escorteurs - 9 unità Classe Commandant Rivière: unità navali di 2100 tonnellate, lunghe 103 metri, con compiti principalmente antisommergibili e secondariamente antinave. Secondo la classificazione NATO queste unità erano considerate fregate e il loro pennant number preceduto dalla lettera F.
- escorteurs côtiers - 3 unità Classe Le Fougueux e 11 unità Classe L'Adroit: unità navali da 400 tonnellate, lunghe 52 metri. Secondo la classificazione NATO queste unità erano considerate pattugliatori o cacciasommergibili e il loro pennant number preceduto dalla lettera P.

In seguito anche il termine escorteur è stato abbandonato, negli anni settanta, sostituiti dai termini fregata di 1º rango (equivalente dei cacciatorpediniere delle altre marine NATO), fregata di 2º rango (equivalente della fregata delle altre marine NATO), avviso (equivalente della corvetta delle altre marine NATO) e pattugliatore.

## Galleria d'immagini

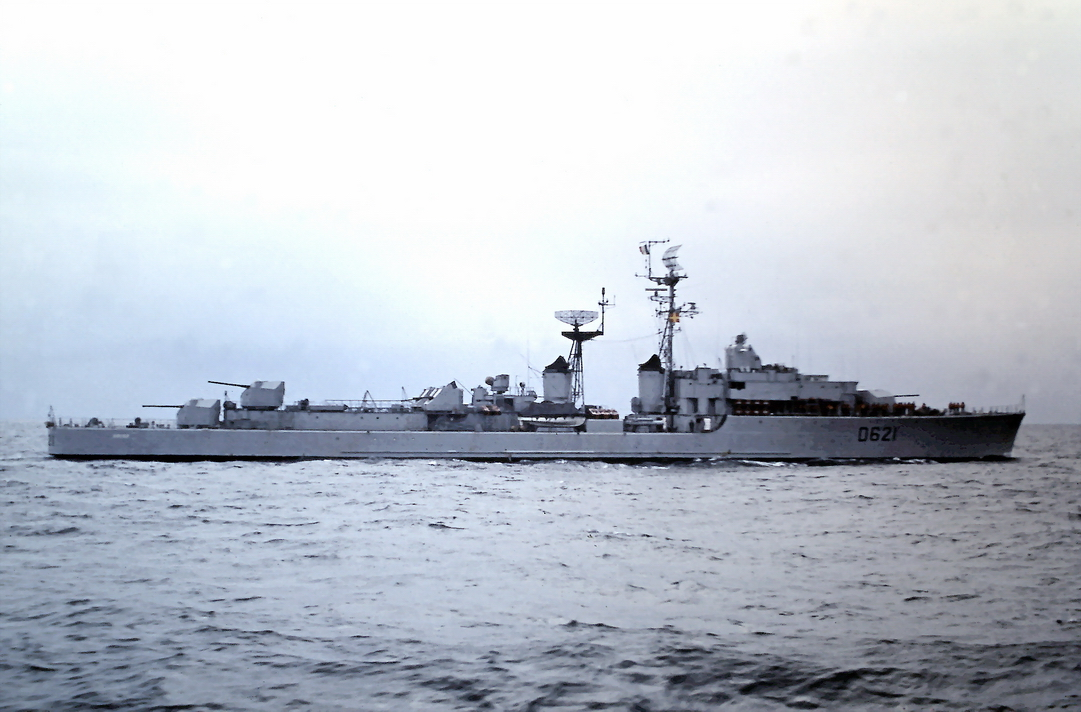
Escorteur d'escadre Surcouf
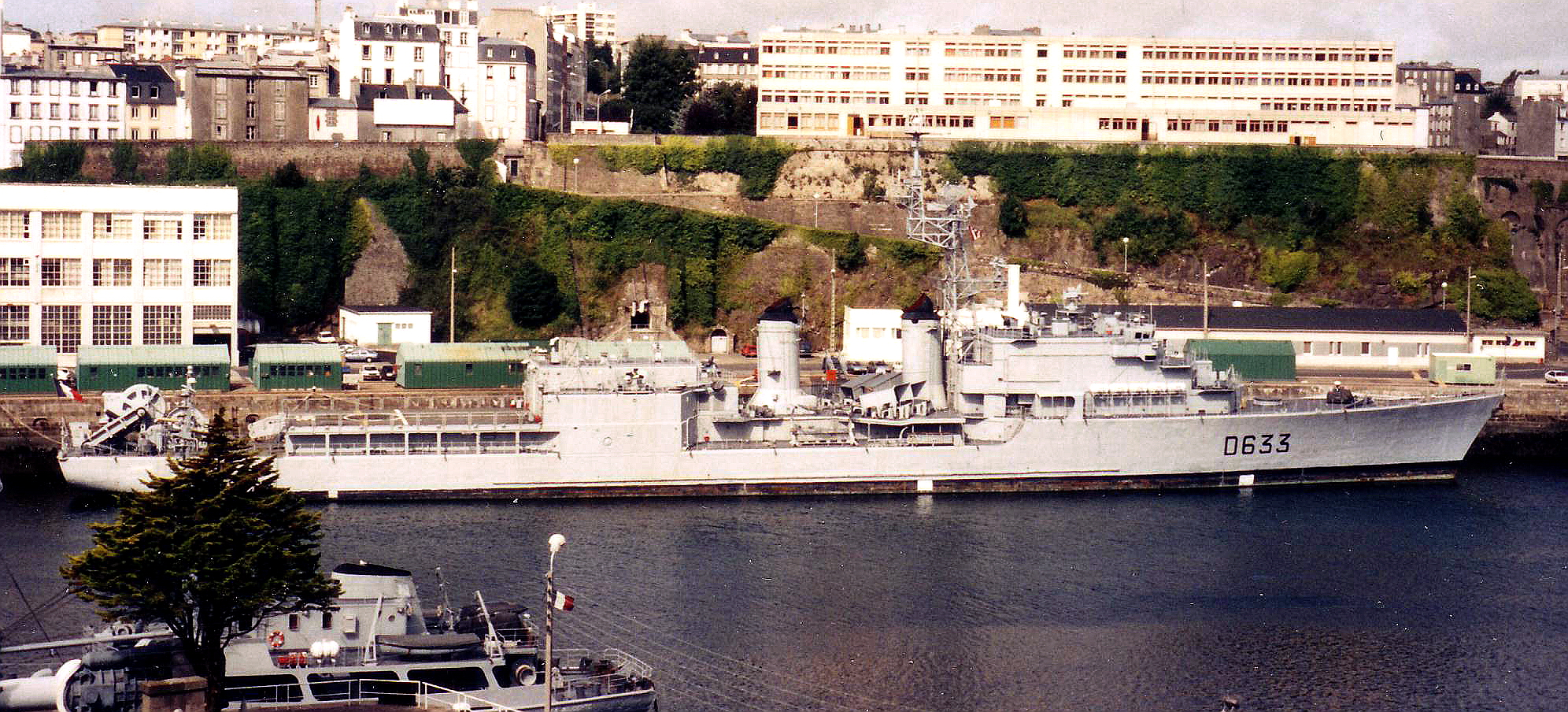
Escorteur d'escadre Duperré
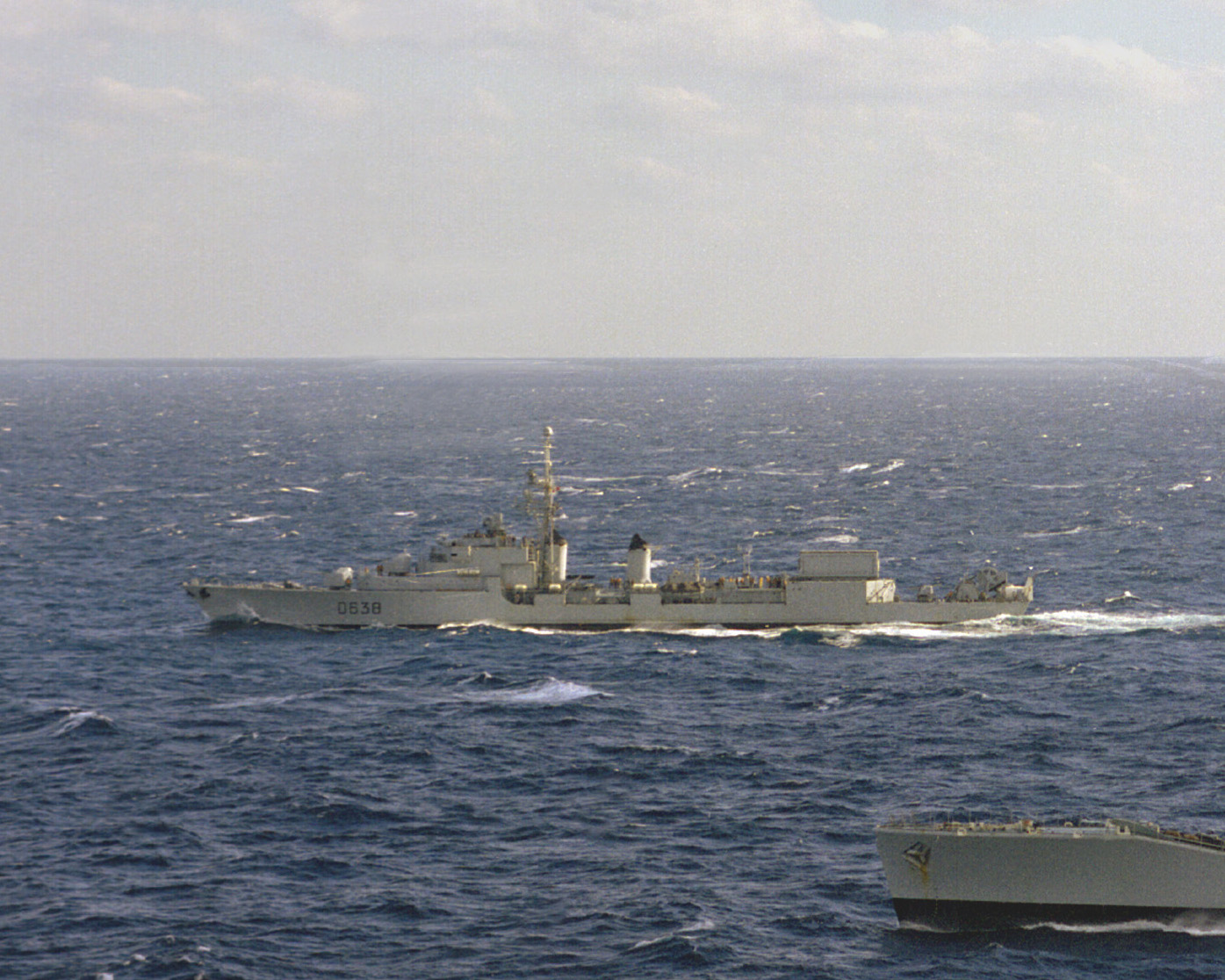
Escorteur d'escadre La Galissonnière
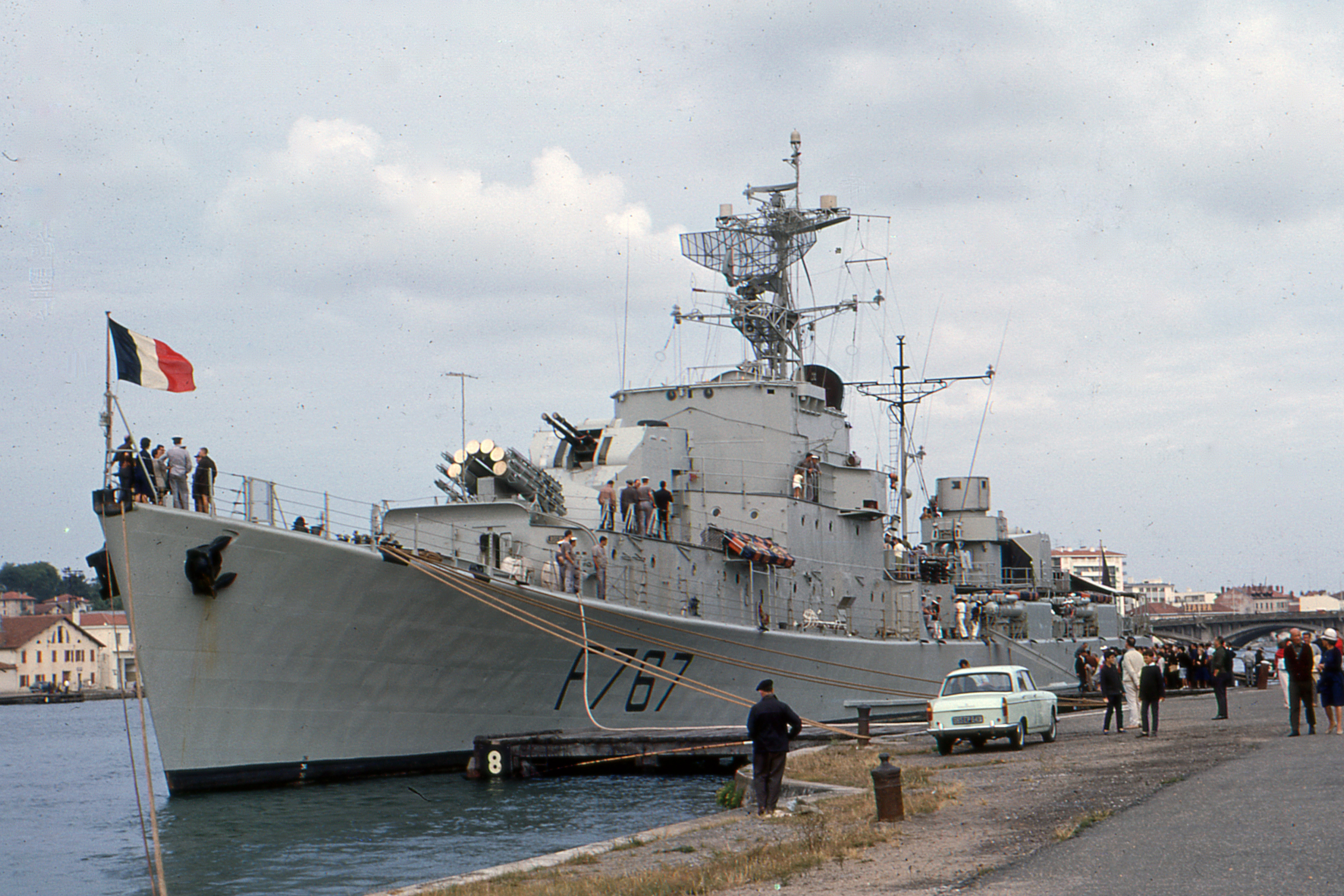
Escorteurs rapide La Gascon
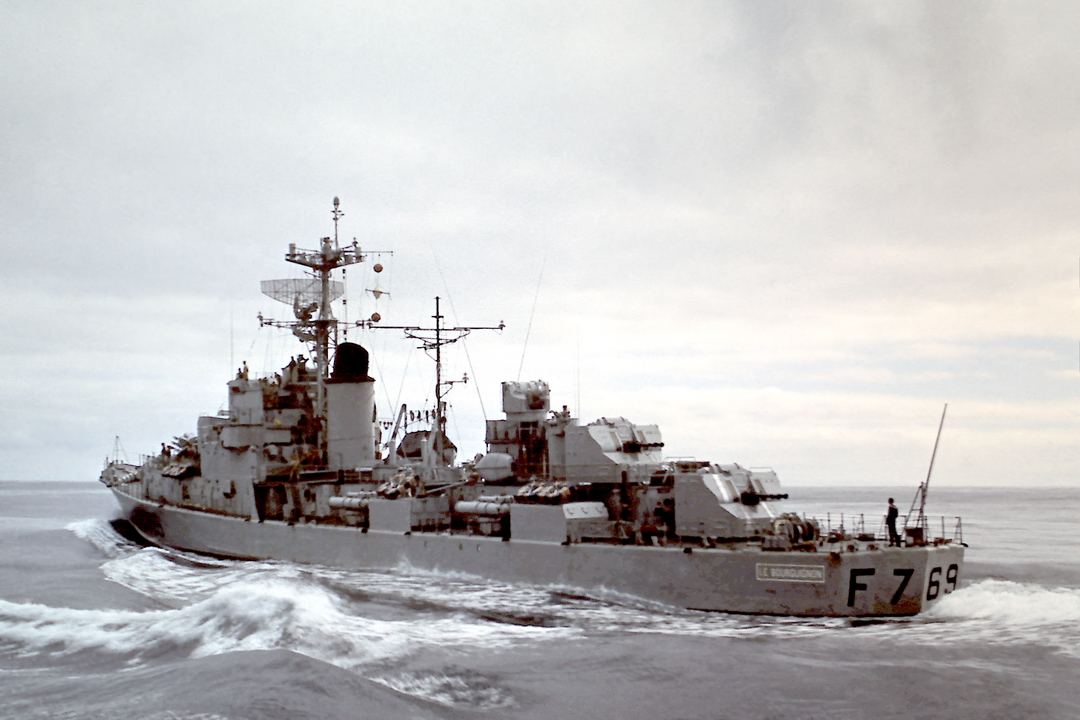
Escorteurs rapide Le Bourguignon
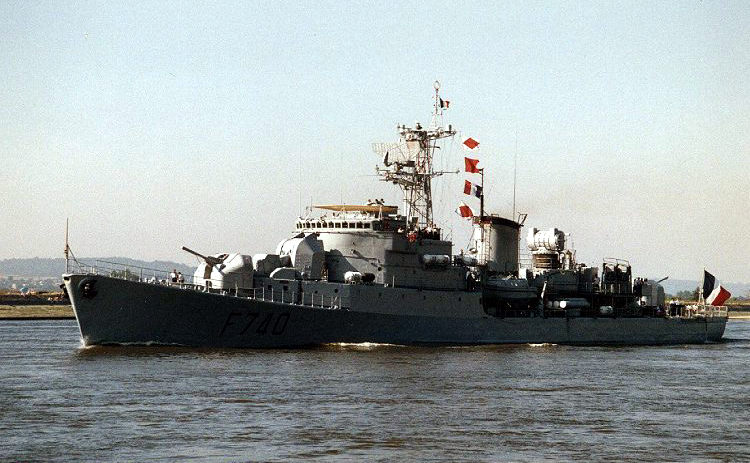
Aviso escorteur Commandant Bourdais
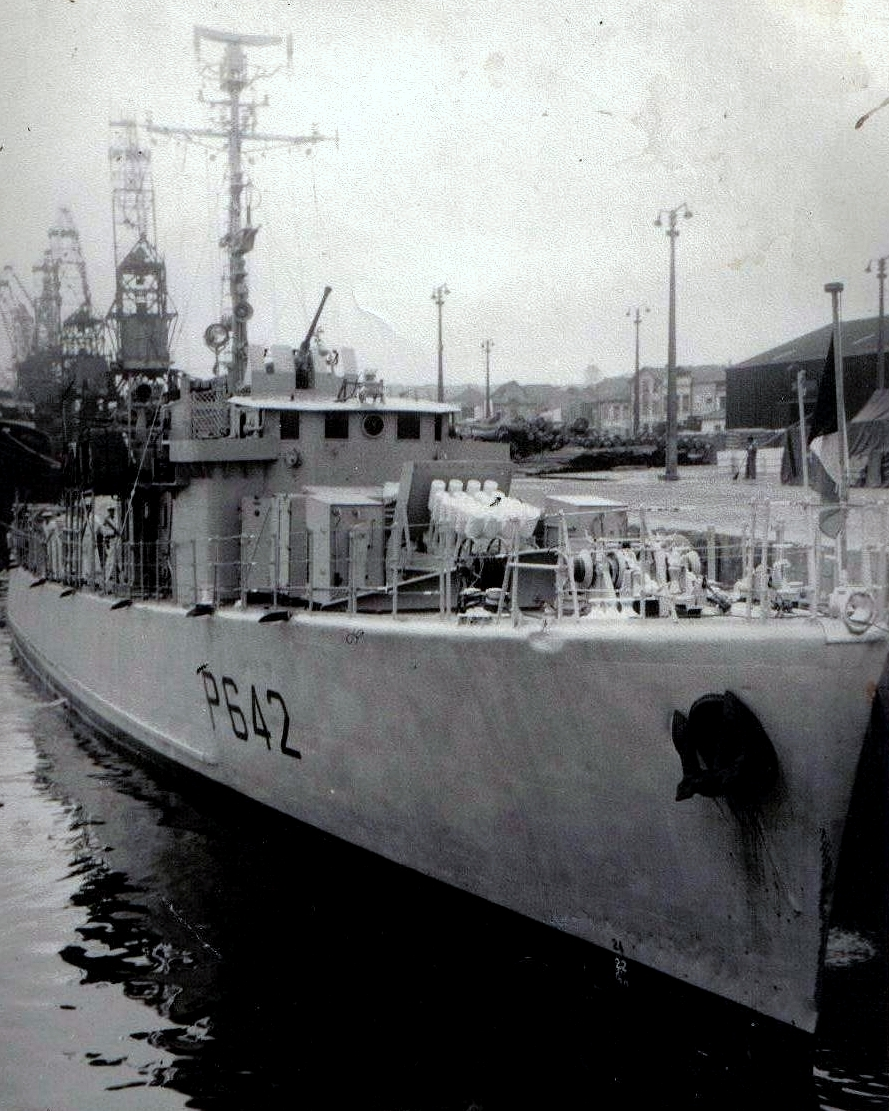
Escorteurs côtier L'Opiniâtre
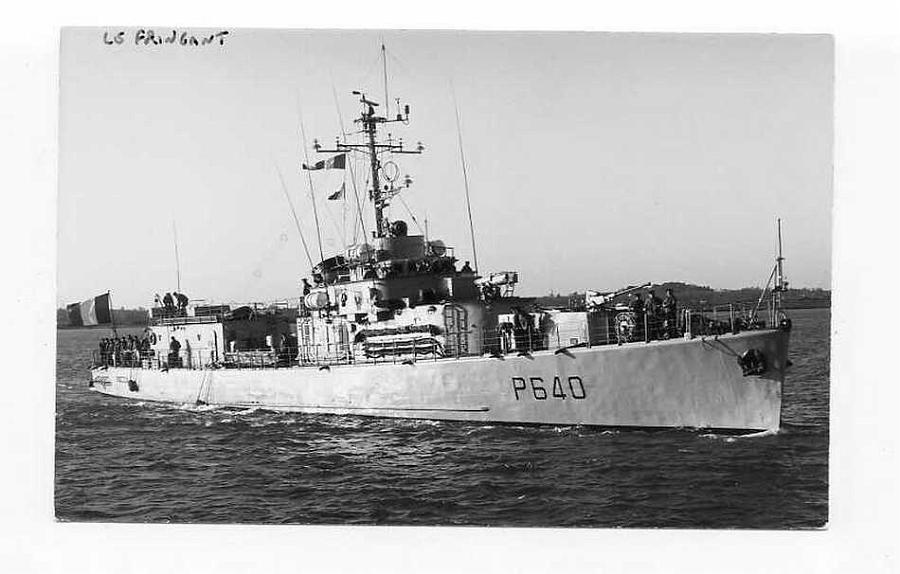
Escorteur côtier Le Fringant